# Paige McPherson
Paige McPherson (n. 1 octombrie 1990, Abilene, Texas, SUA) este o sportivă ce a reprezentat Statele Unite ale Americii, medaliată olimpică. A participat la 3 ediții ale Jocurilor Olimpice (2012, 2016, 2020) în care a câștigat o medalie de bronz.